# Пападопуло-Керамевс, Афанасий Иванович
Афанасий Иванович Пападопуло-Керамевс (греч. Αθανάσιος Παπαδόπουλος-Κεραμεύς; 26 апреля 1856, Дракия, Фессалия — 18 октября 1912, Петербург) — греческий и русский историк-эллинист, византолог, палеограф, член Императорского православного палестинского общества.

## Биография
По происхождению Пападопуло-Керамевс был греком, родился в семье православного священника, эконома Эфесской епархии. Получил образование в евангельской гимназии в Смирне, некоторое время посещал французскую и армянскую гимназии. Из-за материальных трудностей не имел возможности продолжить образование в университете; после окончания гимназии работал учителем в Смирне, затем был библиотекарем и хранителем музея евангельской гимназии. В это время начал изучение древнегреческих рукописей. По приглашению Греческого филологического общества в Константинополе в 1881 году занял должность его секретаря и начал составлять каталог рукописей Общества. Для изучения и описания греческих рукописей в 1883 году командирован Обществом в Македонию, Фракию, на острова Эгейского моря и малоазиатский берег Черного моря. Описал и издал каталоги греческих рукописей Смирнинского музея, филологического общества и других собраний.
В 1884 году Пападопуло-Керамевс участвовал в работе 6-го археологического съезда в Одессе, где познакомился с ведущими русскими византологами; в 1887 Московский университет присудил ему степень доктора греческого языка, словесности и древностей.
В 1887 году по приглашению Иерусалимского патриарха Никодима переехал в Иерусалим на должность секретаря патриарха. Здесь предпринял изучение греческих рукописей, находившихся в монастырях патриархата. Осенью 1890 года по приглашению председателя Православного палестинского общества великого князя Сергея Александровича Пападопуло-Керамевс прибыл в Петербург для подготовки к печати и редактирования предпринятого Обществом издания описания греческих рукописей, находящихся в хранилищах Иерусалимского патриархата.
В 1892 году допущен к преподаванию новогреческого языка в Петербургском университете в качестве приват-доцента. В 1899 году принял российское подданство и в 1900 возведен «по образованию» в потомственное почетное гражданство. После завершения подготовки к печати описания греческих рукописей, не имея штатной оплачиваемой службы и не владея в достаточной степени русским языком, что сказывалось и на успешности его преподавательской деятельности, Пападопуло-Керамевс оказался в трудном материальном положении. Некоторое время занимался в одном из страховых обществ ведением иностранной корреспонденции. В 1899 году привлечен в Императорскую публичную библиотеку для работы по описанию греческих рукописей с помесячной оплатой. Ему была предложена должность младшего помощника библиотекаря, но он отказался от этого, мотивируя тем, что был директором библиотеки в Смирне. Одновременно по его просьбе патриарх Никодим ходатайствует перед великим князем Сергеем Александровичем о содействии Пападопуло-Керамевсу в том, чтобы ему было дано «подобающее место в С.-Петербургской Публичной библиотеке, где он может быть полезен благодаря многолетнему своему опыту, ибо великую часть своей жизни он был библиотекарем». В начале 1904 года к великому князю вновь обратился сам Пападопуло-Керамевс: «…приняв русское подданство я страшно желаю получить обеспеченное место среди книг, дабы быть в состоянии посвятить остаток дней моих литературному труду в пользу Империи и Церкви… Назначение, о котором я давно прошу, это уже несколько лет вакантное место библиотекаря богословского отдела Императорской Публичной библиотеки». Просьбу Пападопуло-Керамевса поддержала великая княгиня Мария Георгиевна (королева Греции), обратившаяся по этому поводу к Николаю II. И последовавшее 29 мая 1904 года повеление императора решило вопрос. 26 июня 1904 года Пападопуло-Керамевс был назначен библиотекаремрем в Отделение богословия.
Современники констатировали «некоторую запущенность богословского отдела, коим до того времени заведывали лица иного вероисповедного образа мысли». Пападопуло-Керамевс сделал очень много для приведения его фондов в порядок, введения в научный оборот хранящихся в нем ценнейших источников. Им была начата работа по составлению систематического каталога Отделения, подготовлен каталог греческих рукописей Рукописного отделения. Издание каталога не было осуществлено, поскольку и дирекция, и Академия наук, куда Пападопуло-Керамевс обратился с таким же предложением, поставили условие перевода описаний, сделанных на новогреческом языке, на русский язык. В 1910 году по командировке Академии наук Пападопуло-Керамевс совершил пятимесячную поездку в Египет и Грецию для исследования рукописей, хранившихся в библиотеках этих стран. По возвращении в Петербург он серьезно заболел: он стал терять память, способность ориентироваться во внешней обстановке, сбивчиво и неразборчиво говорить и т. д. По заключению врача Библиотеки Э. Б. Фурмана, он страдал в это время глубоким расстройством психической деятельности. С осени 1911 года его освобождают от обязанностей заведующего Отделением богословия с поручением составления каталога греческих рукописей Публичной библиотеки и «ученого описания наиболее замечательных из них», что в действительности означало лишь констатацию невозможности его участия в реальной деятельности Отделения, заведующим которым в ноябре 1911 года временно было возложено на помощника библиотекаря С. Н. Измайлова.
Пападопуло-Керамевс располагал ценной коллекцией греческих рукописей, собранным им во время многочисленных поездок по местам их сосредоточения, и богатой библиотекой. Испытывая материальные трудности, он в 1911 году большое число наиболее ценных рукописей своей коллекции продал Публичной библиотеке. После смерти Пападопуло-Керамевса его наследница Е. Г. Масленникова, исполняя волю покойного, продала Публичной библиотеке оставшиеся рукописи, а также его личную библиотеку. Всего, таким образом, в Публичную библиотеку поступило от Пападопуло-Керамевс 115 греч. рукописей, составивших наиболее ценную часть соответстветствующего собрания библиотеки.
Пападопуло-Керамевс занимал видное место в ряду византологов своего времени. Его многочисленные работы в области византийской истории, литературы и греческой палеографии высоко оценивались отечественными и зарубежными специалистами. Наиболее значительным трудом Пападопуло-Керамевса является 5-томное описание греческих рукописей Иерусалимского патриархата, изданное в Петербурге на греческом языке (1891 −1915), а также 5-томная публикация документов «Иерусалимский сборник неизданных доселе редчайших текстов, преимущественно относящихся до Палестины, православной церкви и византийской истории» (СПб., 1891-98, на новогреческом языке). Им опубликовано около 90 трудов по истории, археологии, палеографии и литературе, в основном на греческом, а также на латинском, французском, русском языках, выпущенных как отдельными книгами, так и в различных периодических изданиях и сборниках.
Пападопуло-Керамевс был почетным членом Петербургской и Казанской духовных академий, членом Православного палестинского общества, Греческого филологического общества в Константинополе, почетным членом археологических и исторических обществ Германии, Италии и Франции.
Награждён орденами Анны 2-й степени, Станислава 2-й степени, турецким орденом Меджидие 3-й степени. Имел чин статского советника.
Похоронен на Смоленском кладбище в Петербурге.